# Zebrilus undulatus
Zebrilus undulatus este o specie de stârc din familia Ardeidae. Face parte din genul monotipic Zebrilus. Se găsește în Bolivia, Brazilia, Columbia, Ecuador, Guiana Franceză, Guyana, Peru, Suriname și Venezuela. Habitatul său natural îl constituie mlaștinile subtropicale sau tropicale.

## Taxonomie
A fost descris oficial în 1789 de naturalistul german Johann Friedrich Gmelin în ediția revizuită și extinsă a Systema Naturae a lui Carl Linnaeus. El l-a plasat alături de stârci, cocori, berze și egrete în genul Ardea și a inventat numele binomial Ardea undulata. Gmelin și-a bazat descrierea pe buhaiul de baltă din Cayenne, care fusese descris de ornitologul englez John Latham⁠(d) în lucrarea sa în mai multe volume, A General Synopsis of Birds. Latham și-a bazat la rândul său descrierea pe "Le petit butor de Cayenne", care fusese descris și ilustrat în Histoire Naturelle des Oiseaux a Contelui de Buffon.
Este singura specie din [gen (biologie)|genul]] Zebrilus, care a fost introdus în 1855 de naturalistul francez Charles Lucien Bonaparte. Numele genului Zebrilus este un diminutiv al francezului zèbre care înseamnă „zebră”. Epitetul specific undulatus provine din latină și înseamnă „prevăzut cu semne ondulate”. Specia este monotipă: nu sunt recunoscute subspecii.